# 榴弾

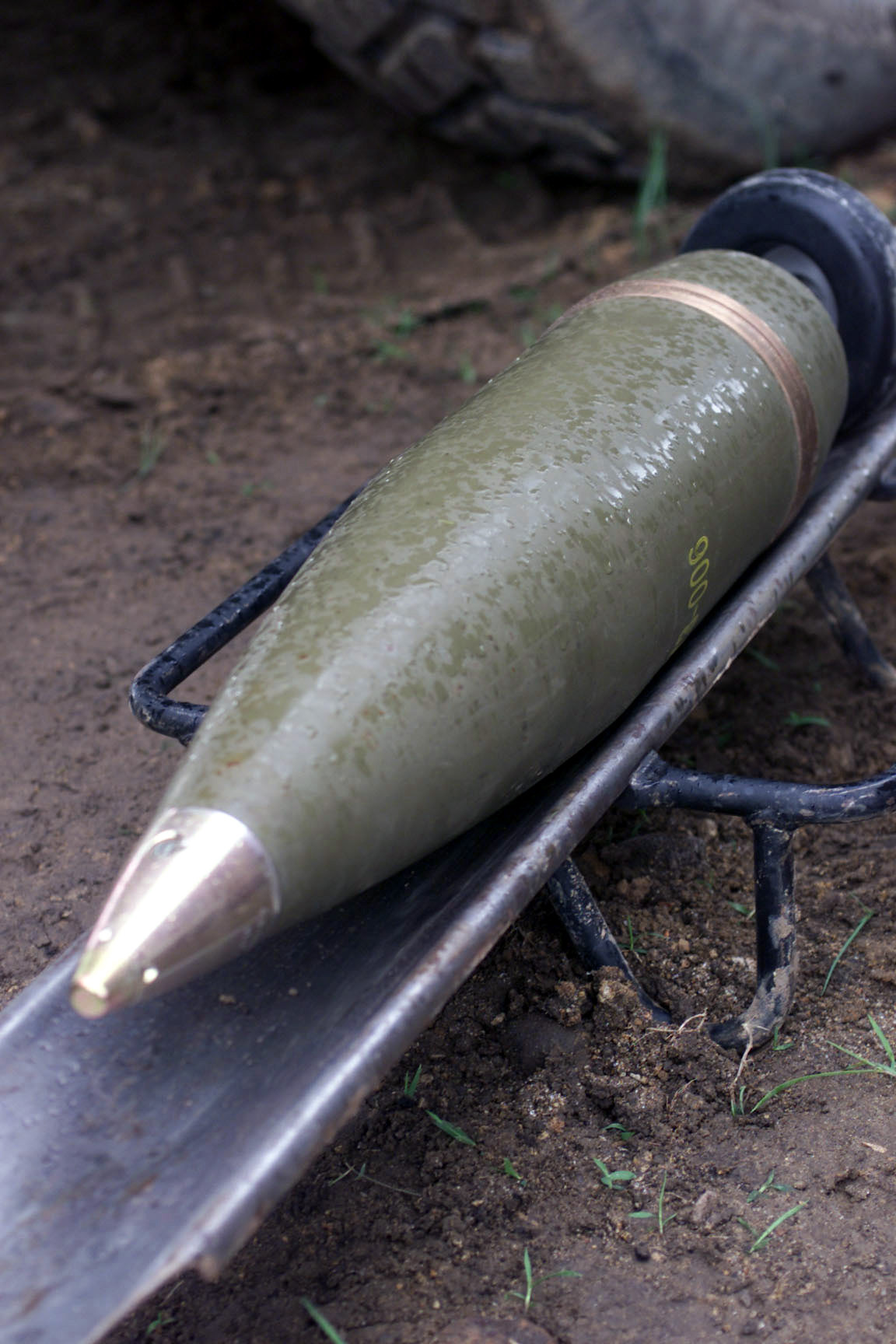
M107 榴弾

榴弾（りゅうだん、High Explosive、HE）は、兵器の1つであり、狭義には砲弾の種類。爆発によって弾丸の破片が広範囲に飛散するように設計されている。
広義には21世紀現在は成形炸薬弾である対戦車榴弾や粘着榴弾など、着弾時に火薬の効果を用いる砲弾や砲弾に限らず爆弾の内部に炸薬を詰めたものも指すとしての意味合いでも多く使用されている。

## 概要
陸上兵器や艦載兵器で使用されている火砲の砲弾は、ほとんどが榴弾と徹甲弾に大別できる。徹甲弾が高速飛翔する自身の持つ運動エネルギーによって目標を破壊するのに対して、榴弾は内部の火薬が炸裂することで、弾殻が破砕され、その破片が広範囲に飛び散り、目標に突き刺さって打撃を与える。これは攻撃対象の違いにより、徹甲弾は戦車や艦船など、装甲された目標の装甲板を破壊するために使用されるのに対し、榴弾は散開した兵士や軽車両、通常の建物などを広く攻撃するために使用される。
榴弾砲は、曲射砲に属する。砲弾は比較的高い角度で発射され、放物線を描いて、目標の頭上から落下する。この特性により、山の向こう側や数十キロの遠方など、直接視認できない敵の位置を座標データで特定できれば、弾道学計算を使った曲射弾道で攻撃する間接射撃を行え、広範囲の目標を捕捉することができる。またほぼ垂直で落下することによって、弾殻が縦長で破片効果によって打撃する同種の炸裂弾の中でも水平面方向への断片の飛散割合は高くなり、破壊効率が高くなる。
航空機は重量制限から多くは非装甲で薄弱だが、そのぶん機体構造によっては徹甲弾を多数浴びせても突き抜けるだけで容易に有効打にならない場合もある。このため対空砲や航空機関砲は、小口径徹甲弾の多数の連射を浴びせるものと、比較的大口径で主に榴弾を使用するものに大別される。高速の航空機を相手にする都合上、対空砲の多くは高初速砲であり、高速飛翔する弾体は榴散弾に近いふるまいをし、炸裂すると空中で散弾銃を撃ったような円錐状の破片弾幕を形成する。
また、航空機から爆撃で投下する爆弾も効果の上では榴弾にほぼ等しい。

## 分類
- 迫撃砲弾
- グレネード弾（擲弾）
- 手榴弾

## 構成
砲弾の飛翔部分は弾体とも呼ばれ、一般的な小銃弾の外形を大きくしたような流線形のものが多い。翼を有するものは、後端部が絞り込まれた涙滴型であることもあり、迫撃砲もしくは近年の戦車砲のような滑腔砲の榴弾にこの形状が多い。

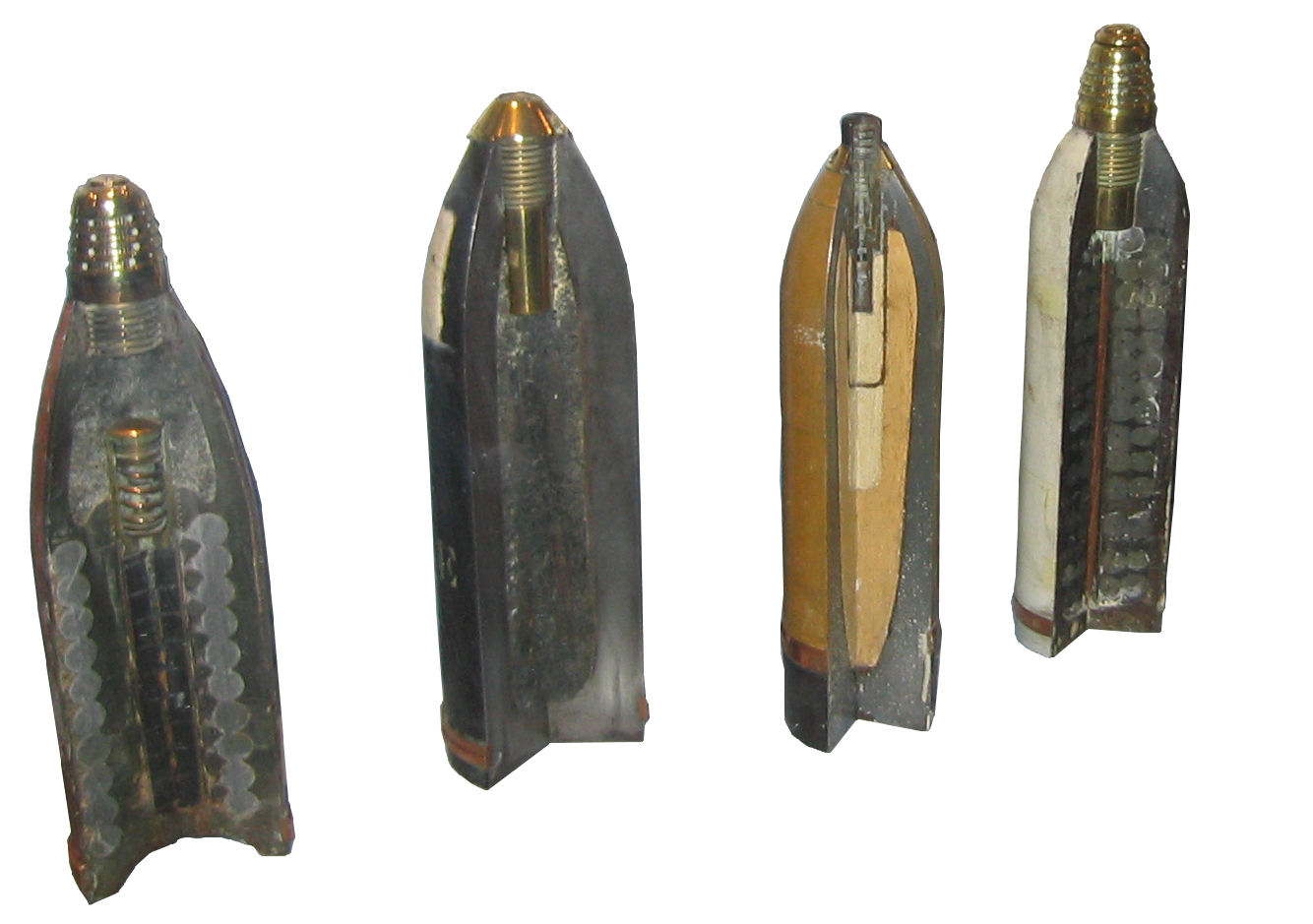
第一次世界大戦時の榴弾（カットモデル）
左から、90mm破片榴弾、120mm銑鉄焼夷弾、77/14型75mm高性能爆薬榴弾、16型75mm破片榴弾

弾殻
弾体の主な外形を作る弾殻は鋼鉄から鍛造ないし切削で作られ、すべて一体の中空成型か、または弾底部だけが別部品で作られ接合によって一体化している。大量生産に対応するために安価な銑鉄も用いられたが、金質がもろく破片が細かくなり過ぎるため、効力を確保するために鋼鉄製に比べて肉厚の設計とされた。弾種によっては、弾殻の内側に細かい格子状の溝が刻まれたものや、弾殻とは別に弾殻内面に金属球や金属棒が配置されているものがあり、炸薬の爆発時にこれらが飛び散り、破片効果による加害効率を高める構造のものがある。

薬莢と薬嚢
小中口径の砲弾では、保管と運搬や発射時の取扱いの簡便さのために、金属製の薬莢に収められた発射薬と弾体とが一体になっているのが多い。また、弾殻の後部が薬莢内の発射薬に埋め込まれているものがあり、火砲の設計もそれに合わせてある。
薬莢を使用しない分離型の砲弾では、発射薬は装薬（）と呼ばれ、薬嚢（）と呼ばれる燃焼性の包みに入れられ、発射時には金属製の薬嚢缶から取り出されて弾体の後ろに位置する砲尾の薬室内に装填（）され、閉鎖機が閉じられた後、火管によって火炎が薬室に侵入し装薬が発火する。

弾帯
弾殻の外周部には、「弾帯」（）や「導環」と呼ばれる銅のような軟金属または樹脂製の、弾丸口径より僅かに大きい径のリングが付けられている。
弾帯は、発射時に砲内のライフリングと噛み合って、弾殻に回転を与え弾道特性を向上させると同時に、後部からの発射薬の燃焼ガスが前方に漏れるのを防ぐ効果もある。

炸薬
弾殻の内部に炸薬が充填される。炸薬は威力の面からは爆轟時の爆速が速く反応生成ガス量の多い爆薬ほど適しており、大口径の砲弾では生産性の面からTNTが用いられることが多く、コンポジションBも用いられる。TNTの融点は80.1℃、発火点は475℃で、湯煎による流し込みが可能で安全に製造でき、価格も比較的低価である。
炸薬充填後の不均一性が事故の最大の原因となるため、充填には細心の注意が払われる。
現代の榴弾は信管の性能が高く、火薬も多種類の中から選べるようになったために、保管と運搬の安全性を考慮して、炸薬には感度の低いものが選ばれる。

信管
用途によって多様な信管が使用され、着弾時の衝撃によって起爆する瞬発信管だけでなく、着弾後に少し遅れて起爆する遅延信管、広範に破片を飛散させるため地上との距離を自動で測定し、地面ではなく目標の上空で空中爆発させる曳火砲撃が可能な時限信管や近接信管などを備えるものが多い。目標を直撃することを最初から考慮しない近接信管つきの砲弾は、装甲板を持つ戦車などには、効果がない。そのため現場で複数の起爆モードが選択できる多機能信管もある。

信管には雷管などのごく少量の敏感な発火薬などに加えて、炸薬へ確実に火焔を伝えるための伝爆薬も含まれる。大きな砲弾では弾頭部だけでなく、弾底部に信管を備えるものもある。多くの砲弾用信管は、弾がライフリングによる自転運動を始めない限り起爆しないよう安全策が講じられている。
大型の榴弾では、弾殻の先端には信管を取り付けるためのネジ穴があり、異物の侵入防止や内部の炸薬の保護も兼ねて、弾を吊り上げるための輪を持つ揚弾栓と呼ばれる金具が付いている。現代の弾は、発射に備えて砲側で信管が取り付けられるまでは比較的安全である。

### 艦砲用榴弾
艦砲用の徹甲榴弾では以下の構成要素を持つものがある。
風帽
風帽（）は、概ね円錐形をした金属製の風防であり、弾殻の先が丸い大きな砲弾の先端部に付けることで風の抵抗を減らすものである。
炸薬の爆発に伴う破片効果で加害する榴弾においては、弾殻の先端までを鋭利に尖らせるのは侵徹力を高める役には立ってもそれより重量がかさむ無駄の方が大きい。しかし、空中飛翔時に受ける空気抵抗は砲弾の外形が流線型であるほど少ないため、射程の最大化のため、弾殻本体の先端は丸いままで軽い金属板で作った風防を先端部に取り付けることで、あまり重量を増やさずに射程を延ばすことができる。

被帽
被帽（）は、焼入れしない比較的柔らかな鉄で作られ、弾殻の先端部を覆う部品であり、命中時に弾殻と装甲板の中間に位置することで硬い装甲板の表面で硬い弾殻先端が破砕されないように保護しながら自らは潰れ広がりながら弾殻の持つ運動エネルギーを装甲板に伝える働きをする。逆に硬い装甲板を破砕するために被帽に加えて被帽の前に硬い鋼製の被帽頭を持つものもある。

## 破片効果と爆風効果
炸裂弾の加害は爆風効果と破片効果に大別される。爆風効果は炸薬の爆轟によって生じる衝撃波と火炎によって加害するものであり、加害半径は比較的限定的となる。破片効果は炸薬の爆轟によって生じる高圧力に耐えられずに弾殻が破裂し、断片や散弾が四散する事で加害する。
ほとんどの榴弾は爆風効果より破片効果を優先するため、同じ重量では、炸薬量を増やすよりも弾殻を厚くした方が破片が増えて加害効果が高くなる。破片を遠くまで飛ばすことで加害半径を拡大できる。破片の初速を高めて遠くまで飛ばすために炸薬量を増やすのはある程度までは有効だが、弾殻厚に比べて炸薬量が過剰になれば破片は微細となり質量に比べて空気による抵抗が大きくなり、高初速もすぐに減殺されて加害半径は逆に縮小する。

## 歴史

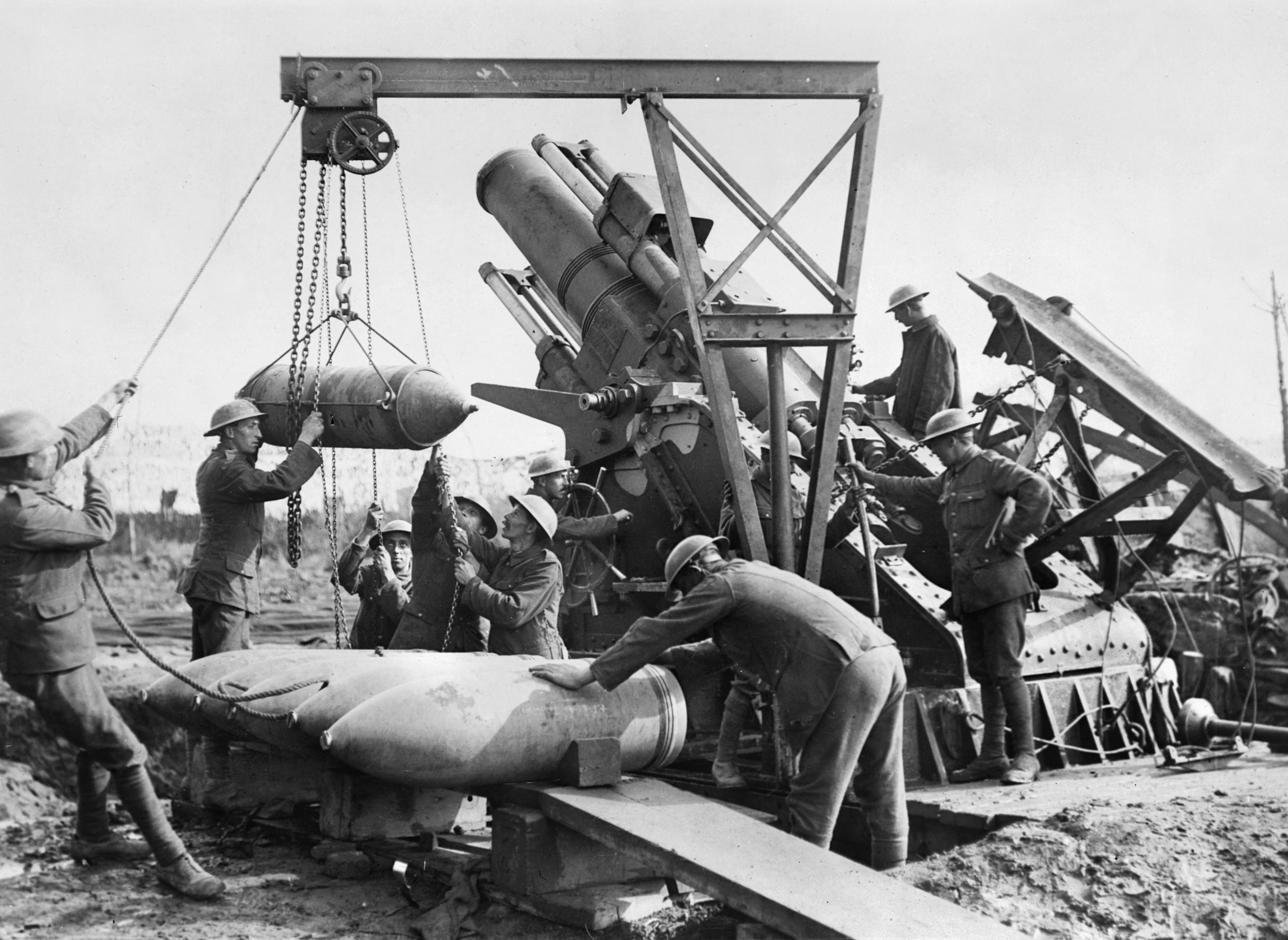
パッシェンデールの戦いで15インチ榴弾砲に給弾する英海兵隊砲兵（1917年）

中国で発明され、欧州で中世の投石器を代替する兵器として中世から近世にかけて発展してきた “Gun” や “Artillery”、“Cannon” と呼ばれる大砲は、1500年頃までは砲弾に丸い石を使用していた。この頃は、城壁の破壊に使用する他に、敵兵に対して水平に発射し地上を飛び跳ねながらその隊列をなぎ倒す目的で使用された。
石から鉄になっても中実の砲弾ではそれほど使用法に変化はなかった。やがて砲弾の中に黒色火薬を詰めて導火線を使って敵兵の頭上で弾を破裂させる榴弾が作られた。この原型は元寇の際のてつはうにすでに見られる。この「てつはう」は外包が陶磁器で内部に金属片を混入した仕込み爆薬の種であり、投石器などにより射出していたものと見られる。榴弾は空中での爆発だけでなく地上目標への着弾によって爆発すれば破壊力が高く、照準の精度も緩和できるため、高性能の信管が開発されると導火線は不要となり、火砲の弾薬として広範に使用されるようになった。
GPSとINSによって誘導されるJDAM誘導爆弾のように、M982 エクスカリバーや155mm先進砲システム向けに開発中だったが中止されたLRLAPのような誘導砲弾など、自由落下する火砲の砲弾にも誘導能力を持つものが現れるようになっている。

### 柘榴弾
日本語での「榴弾」は「柘榴弾」（）に由来すると考えられている。柘榴弾は熟すと実が裂ける柘榴のように弾が割れることから名付けられた。また、手榴弾の英語名であるGrenadeが柘榴 (pomegranate) に由来するという理由も考えられる。また榴弾には炸裂時に飛散する球形弾子を炸薬とともに多数充填しているものがあり、これの様子が柘榴の果実の内部に似ていることからついたともいわれる。

## 対応火器

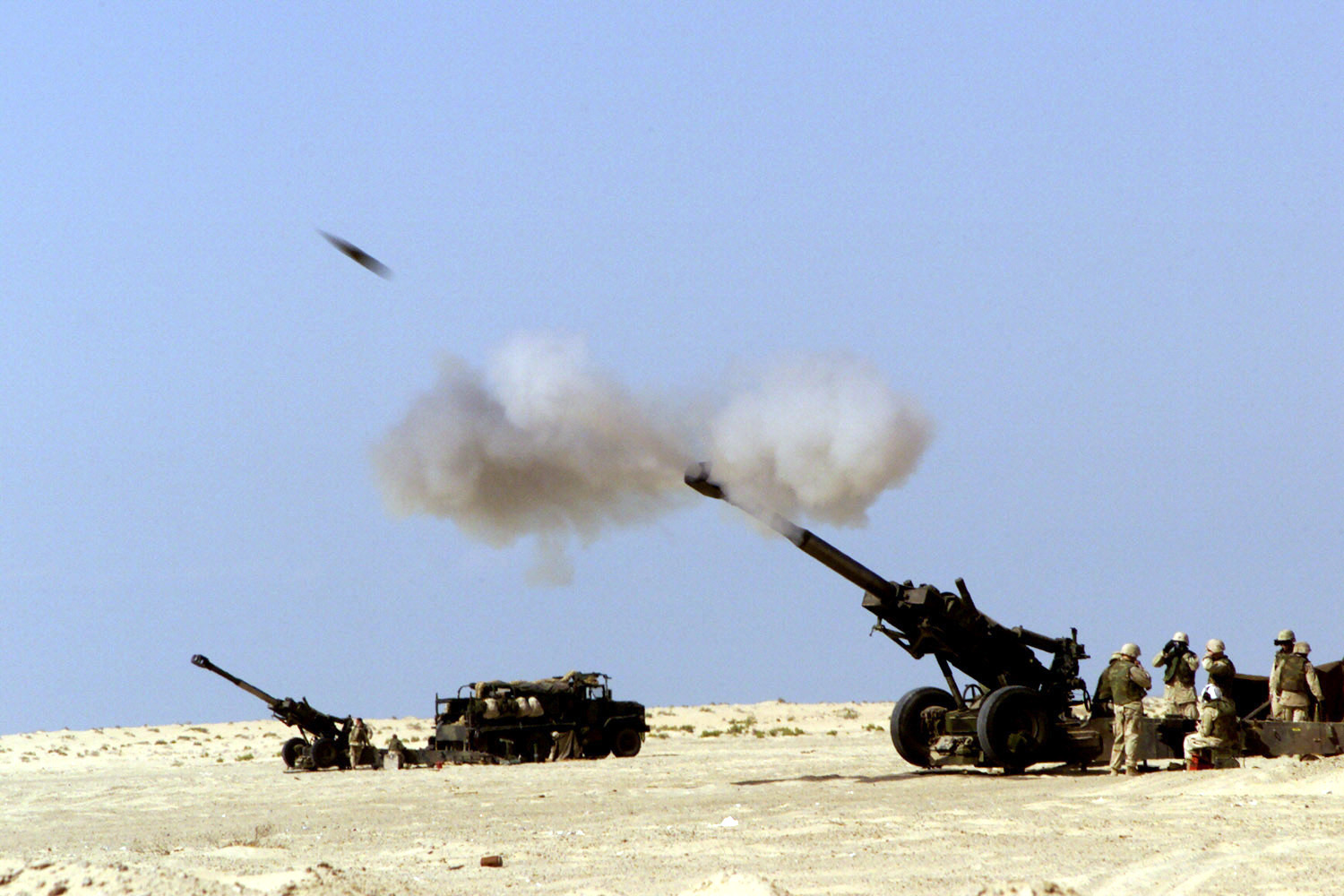
米海兵隊がアラブ首長国連邦国内で行なったM198 155mm榴弾砲の実射訓練（2000年）

20mm程度以上の口径であれば弾体に炸薬を充填できるので、砲の多くが榴弾の発射が可能である。
主に榴弾砲、艦砲、臼砲、迫撃砲などの曲射砲から発射されるが、対空砲、無反動砲、カノン砲、野砲、戦車砲などの直射砲（直接照準砲）でも使用される。
銃と砲をサイズ区分する閾値にはいくつか見解があるが、1つには口径20mmが最小の榴弾だったことが理由とされる（航空機関砲も参照）。一般に中小口径の榴弾は、容積にしめる信管の割合が大きく、それに圧迫される形で炸薬量が過小である。それゆえ、被害半径が小さく、面制圧には向かなかった。近年ではプログラム可能な時限信管による空中炸裂によっての欠点を補う試みがなされている。
特に戦車用の広義の榴弾として、対戦車用に装甲貫徹力を高めた成形炸薬弾がある。
ロケット弾は大柄な弾体の低い初速のため横風等の影響を受けやすく弾道が不安定で、命中･直撃を要する運動エネルギー弾には不向きであることから、面で加害する榴弾が主に用いられる。直撃を狙う対戦車ロケットでも、運動エネルギーで装甲を貫徹しうる速度に達することが難しいため成形炸薬弾を用いる。